# Таннер Холл
«Таннер Холл» (англ.  Tanner Hall ) — независимая драма Франчески Грегорини и Татьяны фон Фюрстенберг о четырёх ученицах закрытой школы-интерната Таннер Холл, стоящих на пороге вступления во взрослую жизнь. Мировая премьера состоялась 14 октября 2009 года в основном конкурсе Международного кинофестиваля в Торонто.

## Сюжет
Фернанда возвращается после летних каникул в элитную закрытую школу Таннер Холл, где встречается со своими лучшими подругами Кейт и Лакастой. Впереди их ждёт последний выпускной год, который обещает быть очень неспокойным из-за появления новой ученицы Виктории. Кейт и Лакаста сразу принимают новенькую в свой круг. Но Фернанда знакома с Викторией очень давно и знает, что эта девушка полна противоречий и склонна совершать поступки, которые приводят к весьма неприятным последствиям, как для неё, так и для окружающих. В свою очередь, Виктория быстро узнаёт главный секрет самой Фернанды и готова использовать его в своих интересах. С каждым днём напряжение и взаимное недоверие между двумя девушками возрастают всё больше.

## В ролях
| Актёр                  | Роль                   |
| ---------------------- | ---------------------- |
| Руни Мара              | Фернанда (Ферн)        |
| Джорджия Кинг          | Виктория               |
| Бри Ларсон             | Кейт                   |
| Эми Фергюсон           | Лакаста                |
| Том Эверетт Скотт      | Джио                   |
| Эми Седарис            | миссис Мэгги Миддлвуд  |
| Крис Кэттэн            | мистер Джордж Миддлвуд |
| Шон Пайфром            | Хэнк                   |
| Райан Шира             | Питер                  |
| Сьюзан Миснер          | Роксанна               |
| Тара Сабкофф           | Гвен                   |
| Анника Питерсон        | Ольга                  |
| Алайна Лорен Стейнберг | Маргарет               |
| Алексия Расмуссен      | Гретхен                |
| Энн Рэмзи              | продавщица гробов      |
| Лиллиэн Адамс          | бабушка Виктории       |

## Награды
- 2009 — Hamptons International Film Festival[англ.] — Rising Star (Руни Мара)
- 2010 — GenArt[англ.] — Stargazer Award(Руни Мара)